# Едеска свинска стела
Едеската свинска стела е древногръцка погребална илюстрирана мраморна стела от римско време от античния град Едеса, днес Воден (Едеса), Гърция. Надписът е датиран към II или III век пр.н.е.
Релефът изобразява човек на колесница с четири колела с четири коня и две изображения на прасе, едно под колелата и едно пред конете. Стелата е в памет на загиналото прасе в инцидент с колесница по пътя от Далмация към Едеса. Смята се, че прасето е изобразено два пъти в два етапа от живота си, преди и след инцидента – как пътува с колесницата и в момента на смъртта си под колелата на колесницата.
В древността гръцките и латинските епитафии за животни, реални или измислени, представляват традиционна поетична тема. Епиграмите в седмата книга на Гръцката антология споменават делфин, цикада, яребица, лястовица, сойка, мравка, и много други. Погребалният релеф на Едеса е забележителен за древността релеф в памет на прасе, жертва на пътнотранспортно произшествие. Прасето е водено за подарък от господаря си по Виа Егнация към Едеса, за да вземе участие в Дионисиевите празници, може би да изпълни някои акробатични каскади. По склона на спускане господарят му изглежда губи контрол над колесницата, като прасето се озовава под колелата на колесницата и загива. Господарят решава да почете младото животно и издига надгробен камък на мястото на произшествието. Текстът на стелата гласи:
| Превод на български | Гръцки текст |
| --- | --- |
| Аз, прасето, приятел на всеки, четириног младеж, тук лежа, изоставил зад себе си земята на Далмация, предлаган като подарък, и Дирахион аз стъпках и Аполония, копнейки и цялата земя, която прекосих пеша сам невредим. По силата на колелото изгубих сега светлината, копнеещ да видя Ематия и колесницата на Фалос Тук сега лежа, дължейки нищо на смъртта вече | χοῖρος ὁ πᾶσι φίλος, τετράπους νέος, ἐνθάδε κεῖμαι Δαλματίης δάπεδον προλιπὼν δῶρον προσενεχθείς καὶ Δυρράχιν δὲ ἐπάτησα Ἀπολλωνίαν τε ποθήσας καὶ πᾶσαν γαίην διέβην ποσὶ μοῦνος ἄλιπτος νῦν δὲ τροχοῖο βίῃ τὸ φάος προλέλοιπα Ἠμαθίην δὲ ποθῶν κατιδεῖν φαλλοῖο δὲ ἅρμα ἐνθάδε νῦν κεῖμαι τῷ θανάτῳ μηκέτ’ ὀφειλόμενος |